# Gregor Bersman

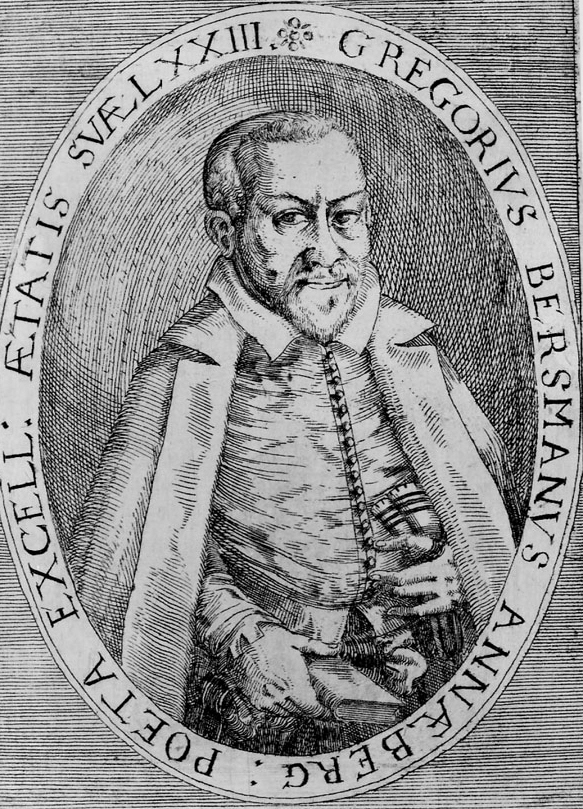
Gregor Bersman im Alter von 73 Jahren, Radierung um 1610

Gregor Bersman, auch Bersmann, Bersmanus (* 10. März 1538 in Annaberg; † 5. Oktober 1611 in Zerbst), war ein deutscher Philologe und lateinischer Dichter.

## Leben
Bersmans Vater war der Vorsteher der Annaberger Armenkasse, seine Mutter verlor er im Kindesalter. 1549 besuchte er die Meißner Fürstenschule St. Afra, wo er unter dem Rektor Georg Fabricius besonders in der lateinischen Dichtkunst gefördert wurde. 1555 schrieb er sich an der Universität Leipzig ein, um sich philologischen und medizinischen Studien zu widmen. Dabei lernte er Joachim Camerarius der Ältere kennen, der ihn dazu bewog, seine dichterischen Werke zu veröffentlichen und Proben seiner lateinischen Rhetorik zu geben. Nach dem Erwerb des Magistertitels 1561 begab er sich auf Studienreisen nach Straßburg, Frankreich und Italien.
In Padua und Bologna genoss er den Unterricht der bedeutendsten Humanisten und erlangte durch die Freundschaft mit Johannes Posthius Einblick in die Arbeitsweise der dortigen Mediziner. Im Spätherbst 1564 begab er sich nach Wittenberg, von wo er 1565 zu einem Lehramt nach Schulpforta berufen wurde. 1568 kehrte er nach Wittenberg zurück, wo er mit seinen psychologischen Vorlesungen als Professor von Melanchthons „libelli de anima“ auf Widerstand stieß. 1571 folgte er einem Ruf nach Leipzig als Professor der Poetik und rückte 1575 als Nachfolger seines einstigen Förderers in die Professur der alten Sprachen und der Ethik. Im selben Jahr heiratete er Magdalene Helbdorn.
Da er sich 1580 zum Kreis derer gesellte, die sich weigerten, die Konkordienformel zu unterschreiben, wurde er im Streit um den Calvinismus seines Amtes enthoben und aus Wohnung und Stadt vertrieben. 1581 erhielt er ein Angebot als Rektor des Gymnasiums Francisceum in Zerbst. Am 30. Januar 1582 trat er das Amt an und verwaltete es bis zu seinem Tode. Um die Einrichtung erwarb er sich anfänglich große Verdienste und bestand vor allem auf einem kollegialen Verhältnis unter seinen Lehrern. Mit steigendem Alter, das von einer Taubheit begleitet wurde, nahm seine Leistungsfähigkeit für die Anstalt immer mehr ab.
Bersman wird als reizbarer und heftiger Geist geschildert, der auch im privaten Bereich viele Unwägbarkeiten bewältigen musste. Vor allem als lateinischer Dichter ist er in die Literaturgeschichte eingegangen. Dabei umspannt sein Schaffen liedhafte Hymnendichtung und den Formenkreis des humanistischen Klassizismus (Elegien, Epigramme, Eklogen). Daneben hat er sich mit den antiken Autoren auseinandergesetzt und akademische Deklamationen und Lehrbücher in der Nachfolge Philipp Melanchthons bearbeitet.

## Werke
- Orationes duae, … una, de cura loquendi, qui est delectus verborum, et usurpatio sermonis proprij, … altera, de fructu et utilitate philosophiae morali. Rhamba, Leipzig 1576.
- Poemata in libros duodecim divisa. Leipzig 1576. (Digitalisat)
- Virgil 1581, 1588, 1596, 1616, 1623
- Ovids sämmtliche Dichtungen 3 Bände 1582, 1589, 1596, 1607.
- Lucan 1589.
- Horaz 1602.
- P. Virgilii Maronis Georgicorvm, Post Omnes Omnivm commentationes, non contemnenda enarratio. 2 Bände 1586–88. (Digitalisat Band 1)
- Auctariorum libri duo. Leipzig 1581. (Digitalisat)
- Paralipomenon libri duo. Quorum primus et votorum nuptialium, secundus miscellaneorum. Zerbst 1585. (Digitalisat)
- Poematum … in partes duas tributorum. Ed. secunda. Leipzig 1592
- Erotemata dialectides Philippi Melanchthonis Ccollectaneis novarum quaestionum ex Aristotelis aliorumque virorum doctissimis scholis, illustrata ac locupletata. Schmidt, Zerbst 1593.
- Dialectices 1593
- In … Ciceronis …orationes XVII … commentarii …. Zerbst 1611
- Sammlung von Commentarien zu 18 Reden des Cicero 2 Bände 1611
- Gedichte und Reden herausgegebenen von Janus Gruter in Deliciae Poetarum Germanorum. Frankfurt/Main 1612